# Søby-Skader-Halling Kommune
Søby-Skader-Halling Kommune var en dansk sognekommune i Randers Amt fra 1842 til 1970. Kommunen bestod af Søby, Skader og Halling Sogne. Den blev ved kommunalreformen i 1970 indlemmet i Rosenholm Kommune. Efter strukturreformen i 2007 ligger den tidligere Søby-Skader-Halling Kommune i Syddjurs Kommune.